# Јаворје (Горења Вас–Пољане)
Јаворје (словен. Javorje) је насељено место у општини Горења Вас-Пољане, Горењска регија, Словенија.

## Историја
До територијалне реорганизације у Словенији било је у саставу старе општине Шкофја Лока.

## Становништво
У попису становништва из 2011. године, Јаворје је имало 186 становника.
| Број становника према пописима | Број становника према пописима | Број становника према пописима |
| ------------------------------ | ------------------------------ | ------------------------------ |
| 1991                           | 2002                           | 2011                           |
| 154                            | 189                            | 186                            |

## Галерија
- улаз у насеље
- панорама